# Mercedes Cup 2000 - Qualificazioni singolare
Le qualificazioni del singolare  del Mercedes Cup 2000 sono state un torneo di tennis preliminare per accedere alla fase finale della manifestazione. I vincitori dell'ultimo turno sono entrati di diritto nel tabellone principale. In caso di ritiro di uno o più giocatori aventi diritto a questi sono subentrati i lucky loser, ossia i giocatori che hanno perso nell'ultimo turno ma che avevano una classifica più alta rispetto agli altri partecipanti che avevano comunque perso nel turno finale.
Le qualificazioni del torneo Mercedes Cup 2000 prevedevano 16 partecipanti di cui 4 sono entrati nel tabellone principale.

## Teste di serie
1. Fernando González (ultimo turno)
2. Petr Luxa (ultimo turno)
3. Francisco Costa (ultimo turno)
4. Reginald Willems (ultimo turno)

1. David Miketa (Qualificato)
2. Bernd Karbacher (primo turno)
3. Jan Hernych (Qualificato)
4. Marc-Kevin Goellner (Qualificato)

## Qualificati
1. Jan Hernych
2. Marc-Kevin Goellner

1. David Miketa
2. Bernd Karbacher

## Tabellone

### Legenda
| - Q = Qualificato - WC = Wild card - LL = Lucky loser | - ALT = Alternate - SE = Special Exempt - PR = Protected Ranking | - w/o = Walkover - r = Ritirato - d = Squalificato |

### Sezione 1
|  | Primo turno | Primo turno       | Primo turno       | Primo turno | Primo turno |  |  | Ultimo turno | Ultimo turno      | Ultimo turno | Ultimo turno | Ultimo turno |  |
|  |             |                   |                   |             |             |  |  |              |                   |              |              |              |  |
|  | 1           | Fernando González | Fernando González | 6           | 6           |  |  |              |                   |              |              |              |  |
|  |             | Gordon Uehling    | Gordon Uehling    | 0           | 3           |  |  | 1            | Fernando González | 6            | 0            | 3            |  |
|  | 7           | Jan Hernych       | Jan Hernych       | 6           | 6           |  |  | 7            | Jan Hernych       | 3            | 6            | 6            |  |
|  |             | David Škoch       | David Škoch       | 4           | 2           |  |  |              |                   |              |              |              |  |

### Sezione 2
|  | Primo turno | Primo turno         | Primo turno         | Primo turno | Primo turno |  |  | Ultimo turno | Ultimo turno        | Ultimo turno | Ultimo turno | Ultimo turno |  |
|  |             |                     |                     |             |             |  |  |              |                     |              |              |              |  |
|  | 2           | Petr Luxa           | Petr Luxa           | 7           | 6           |  |  |              |                     |              |              |              |  |
|  |             | Michael Berrer      | Michael Berrer      | 6           | 3           |  |  | 2            | Petr Luxa           | 65           | 7            | 6(1)         |  |
|  | 8           | Marc-Kevin Goellner | Marc-Kevin Goellner | 6           | 7           |  |  | 8            | Marc-Kevin Goellner | 7            | 5            | 7            |  |
|  |             | Dario Perez         | Dario Perez         | 2           | 6           |  |  |              |                     |              |              |              |  |

### Sezione 3
|  | Primo turno | Primo turno        | Primo turno   | Primo turno | Primo turno |  |  | Ultimo turno | Ultimo turno    | Ultimo turno    | Ultimo turno | Ultimo turno |  |
|  |             |                    |               |             |             |  |  |              |                 |                 |              |              |  |
|  | 3           | Francisco Costa    | 3             | 7           | 6           |  |  |              |                 |                 |              |              |  |
|  |             | Jakub Herm-Zahlava | 6             | 65          | 3           |  |  | 3            | Francisco Costa | Francisco Costa | 4            | 5            |  |
|  | 5           | David Miketa       | David Miketa  | 6           | 6           |  |  | 5            | David Miketa    | David Miketa    | 6            | 7            |  |
|  |             | Boris Bachert      | Boris Bachert | 3           | 3           |  |  |              |                 |                 |              |              |  |

### Sezione 4
|  | Primo turno | Primo turno      | Primo turno      | Primo turno | Primo turno |  |  | Ultimo turno | Ultimo turno     | Ultimo turno     | Ultimo turno | Ultimo turno |  |
|  |             |                  |                  |             |             |  |  |              |                  |                  |              |              |  |
|  | 4           | Reginald Willems | Reginald Willems | 6           | 6           |  |  |              |                  |                  |              |              |  |
|  |             | Fabio Maggi      | Fabio Maggi      | 1           | 2           |  |  | 4            | Reginald Willems | Reginald Willems | 3            | 3            |  |
|  |             | Bernd Karbacher  | 6                | 4           | 6           |  |  |              | Bernd Karbacher  | Bernd Karbacher  | 6            | 6            |  |
|  | 6           | Andrej Čerkasov  | 3                | 6           | 3           |  |  |              |                  |                  |              |              |  |